# Chelosania brunnea
Genre
Espèce
Statut de conservation UICN

 DD  : Données insuffisantes
Chelosania brunnea, unique représentant du genre Chelosania, est une espèce de sauriens de la famille des Agamidae.

## Répartition
Cette espèce est endémique d'Australie. Elle se rencontre au Queensland, au Territoire du Nord et en Australie-Occidentale.

## Description
C'est un lézard  semi-arboricole.

## Publication originale
- Gray, 1845 : Catalogue of the specimens of lizards in the collection of the British Museum, p. 1-289 (texte intégral).